# Mosquito (chanson)
Pour les articles homonymes, voir Mosquito.
Singles de Vanessa Paradis
Coupe coupe
(mars 1989) Tandem
(mai 1990)
Pistes de M et J
Le bon Dieu est un marin Soldat
Mosquito est le titre du 6e single de Vanessa Paradis. Il est sorti en septembre 1989 en 5e et dernier extrait de l'album M et J.
La chanson est écrite par Étienne Roda-Gil et composée par Franck Langolff.
La photo de la pochette est réalisée par le photographe Pierre Terrasson.

## Le clip
Réalisé par Simon Kentish, il est tourné dans un studio d'Arpachon et mit en télé durant la 2e quinzaine d'octobre 1989.

Vanessa, vêtue de différents habits de couturiers, chante le titre dans un décor fait de voiles et de cordes.

Il est nommé dans la catégorie Vidéo-clip de l'année aux Victoires de la musique en 1990.

## Musiciens
- Claviers / Synthés / Basse : Philippe Osman
- Guitares : Patrice Tison / François Ovide / Franck Langolff
- Saxophones : Alain Ganne / Patrick Bourgoin
- Harmonica : Freddy Della / Franck Langolff
- chœurs : Carole Fredericks / Yvonne Jones / Anne Calvert / Daniel Adjadj / Jean-Luc Escriva
- Mixeur : Bruno Mylonas